# Museo de Historia Natural de Viena
El Museo de Historia Natural de Viena (en alemán: Naturhistorisches Museum Wien, NHMW) es un museo de historia natural situado en Viena, Austria. Las colecciones se exponen sobre una superficie de 8.700 m², y en su web se puede realizar una visita virtual a las instalaciones.
Las primeras colecciones del museo de artefactos se iniciaron hace más de 250 años.
Para el año 2011, el museo albergaba aproximadamente 30 millones de objetos y el número sigue creciendo. Las colecciones formadas por alrededor de 25 millones de especímenes y artefactos que no se muestran en la exposición son esenciales para el trabajo de unos 60 científicos de la plantilla. Sus campos de investigación son amplios: desde los orígenes del Sistema Solar y la evolución de los animales y las plantas a la evolución humana, así como tradiciones y costumbres prehistóricas.

## El edificio

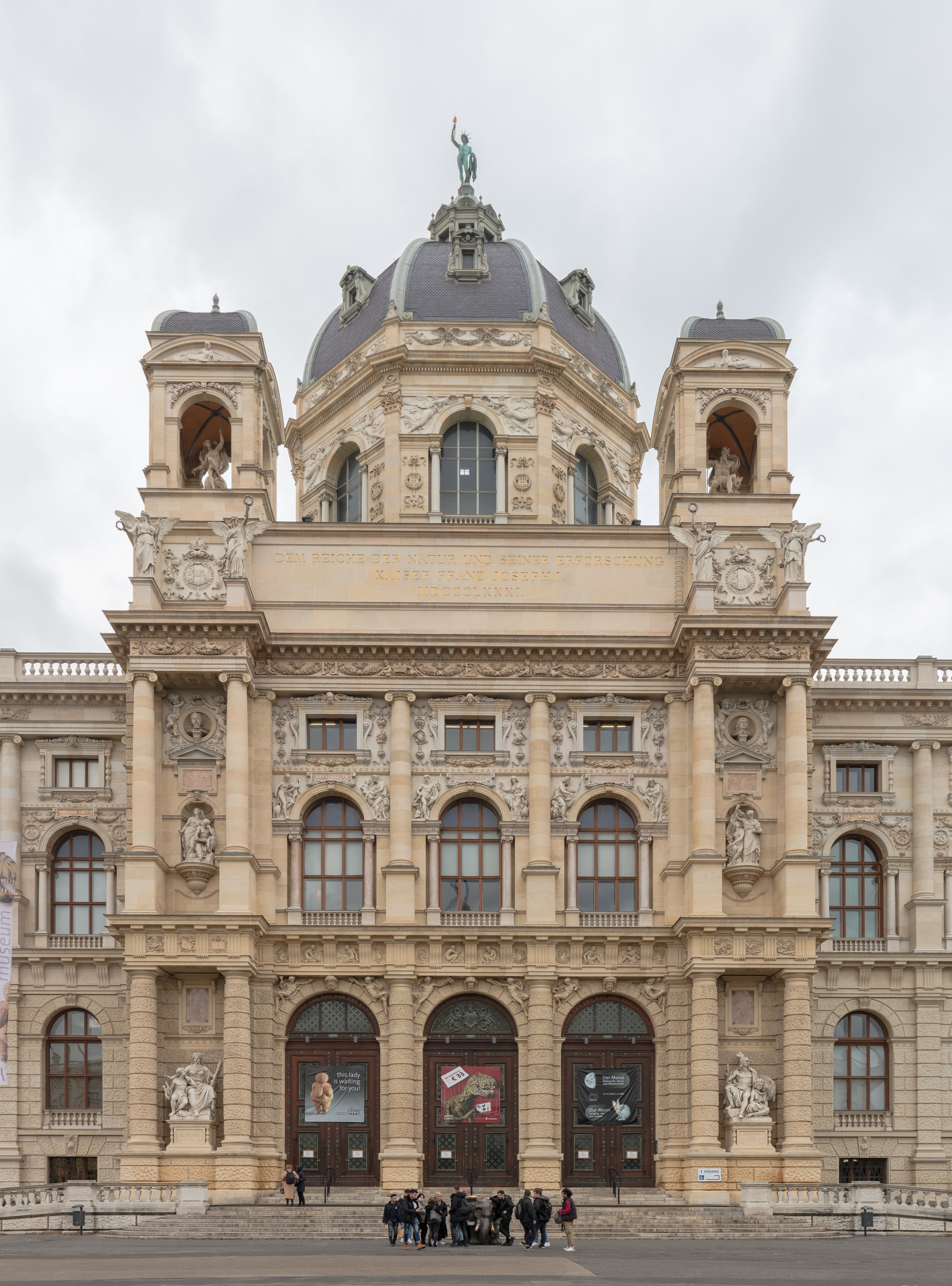
Entrada principal.

El principal edificio del museo es un palacio que ha acomodado las colecciones crecientes, desde la apertura al público en 1889 como Museo Imperial de Historia Natural. Sin embargo, algunas de las colecciones se habían trasladado desde edificios aún más antiguos, como la Biblioteca Nacional de Austria, que contenía las colecciones del Gabinete de Zoología (en alemán, Tierkabinett).
La interacción del edificio, su ornamentada decoración, el mobiliario y las preciosas piezas exhibidas hacen del museo en sí mismo un artefacto de valor histórico a conservar.

## Exposición

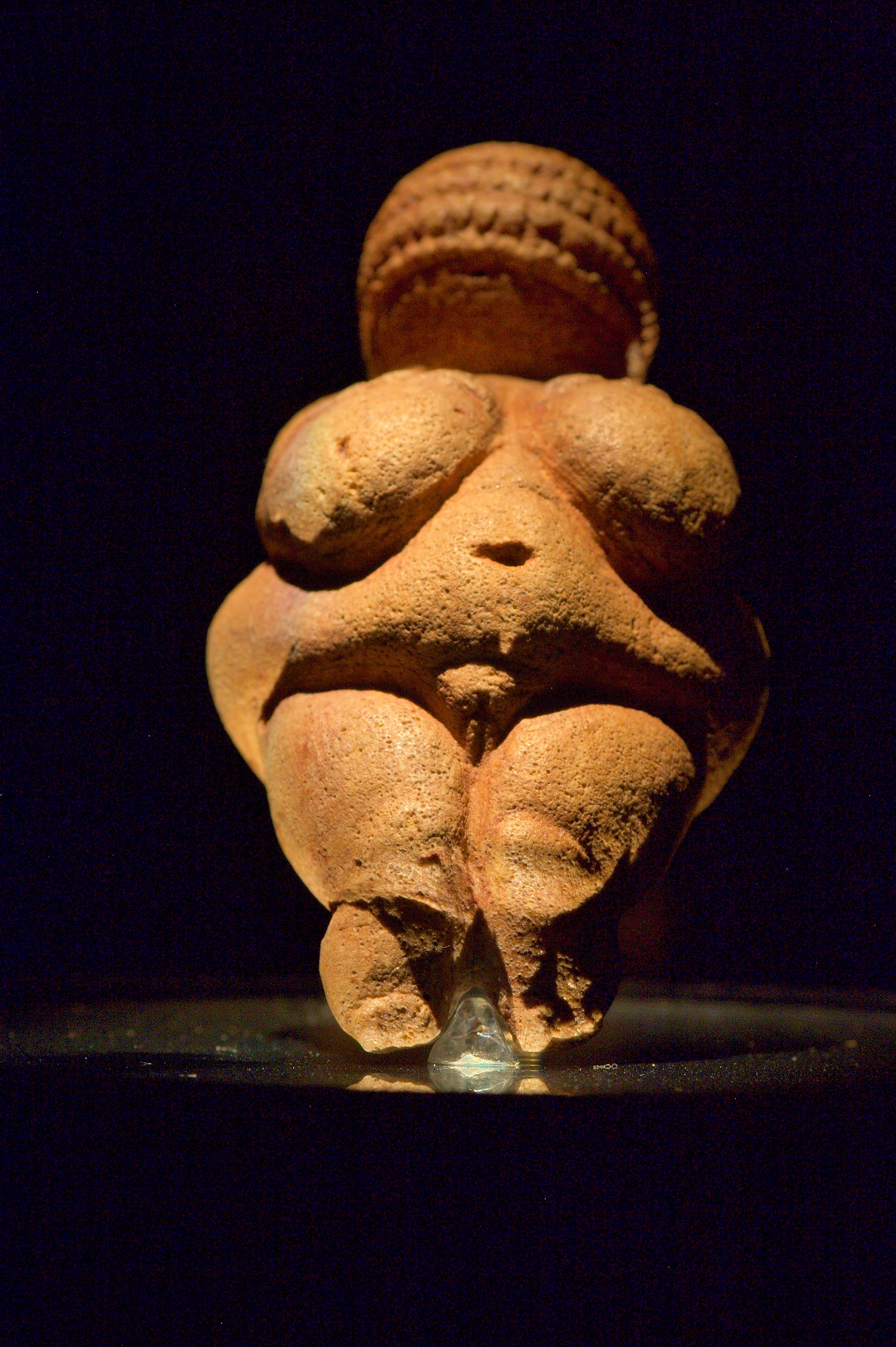
La Venus de Willendorf.

En la planta superior (Hochparterre) se exponen minerales (algunos tienen su origen en antiguas colecciones del Renacimiento), gemas y meteoritos (la muestra más amplia del mundo), junto dinosaurios, fósiles poco comunes y muestras de arte prehistórico. Cabe destacar la Venus de Willendorf, un esqueleto de Diplodocus, un topacio gigante de 117 kg y la colección de joyas que María Teresa I de Austria regaló a su marido.
En la primera planta se muestran una gran variedad de especies de animales, desde protozoos hasta mamíferos muy desarrollados. Esta colección de más de 200 años de antigüedad es interesante desde el punto de vista de la historia de la ciencia y de la taxidermia ya que hay objetos que empezaron a coleccionarse hace más de 200 años. Muchas de las especies expuestas ya se han extinguido, o están en grave peligro.
La mayor parte del museo presenta señales y explicaciones tanto en alemán como en inglés.

## Historia
El edificio del museo fue inaugurado en 1889 simultáneamente con el Museo de Historia del Arte. Las fachadas de ambos museos son idénticas, mirando el uno al otro en la plaza de María Teresa. El museo se diseñó para guardar la enorme colección de la familia imperial Habsburgo.
Ambos edificios se construyeron entre 1872 y 1891 en la Ringstraße según el plan trazado por Gottfried Semper y Karl Freiherr von Hasenauer.
Las colecciones de insectos datan de 1793 cuando Francisco I de Austria adquirió las colecciones científicas de Joseph Natterer, padre del posteriormente zoólogo Johann Natterer. En 1806 el museo adquirió una colección de insectos europeos realizada por Johann Carl Megerle von Mühlfeld, y Megerle se convirtió en el primer curador de insectos. Organizó la compra de la colección Gundian de mariposas europeas. Estas antiguas colecciones, con los especímenes de Megerle, quedaron destruidas en octubre de 1848, durante un incendio de Hofburg; sin embargo, el viaje de Johann Natterer a Brasil (1817–1835) había llevado a una enorme mejora de las colecciones: 60.000 insectos formaban parte del "museo brasileño" en la "casa de Harrach" y no fueron afectados por el incendio.
En 1859, la fragata SMS Novara regresó de un viaje alrededor del mundo con Georg Ritter von Frauenfeld y Johann Zelebor, y los insectos se incorporaron a las colecciones vienesas. Sobre ellas trabajaron Ludwig Redtenbacher (coleópteros), Friedrich Moritz Brauer (neurópteros y dípteros), Henri Louis Frederic de Saussure (himenópteros excluyendo formícidos), Gustav Mayr (formícidos y hemípteros), Ignaz Rudolph Schiner (dípteros), C Felder, R. Felder y Alois Friedrich Rogenhofer (lepidópteros).
La organización actual del museo data de 1876. Los entomólogos Ganglbauer y Karl Holdhaus (coleópteros), Rogenhofer y Hans Rebel, Josef Emanuel Fischer von Röslerstamm, Josef Johann Mann (lepidópteros), Franz Friedrich Kohl, Carl Tschek y Maidl (himenópteros), Brauer (dípteros y neurópteros) y Anton Handlirsch (para los insectos fósiles) contribuyeron sustancialmente a la reputación internacional del museo.

## Galería

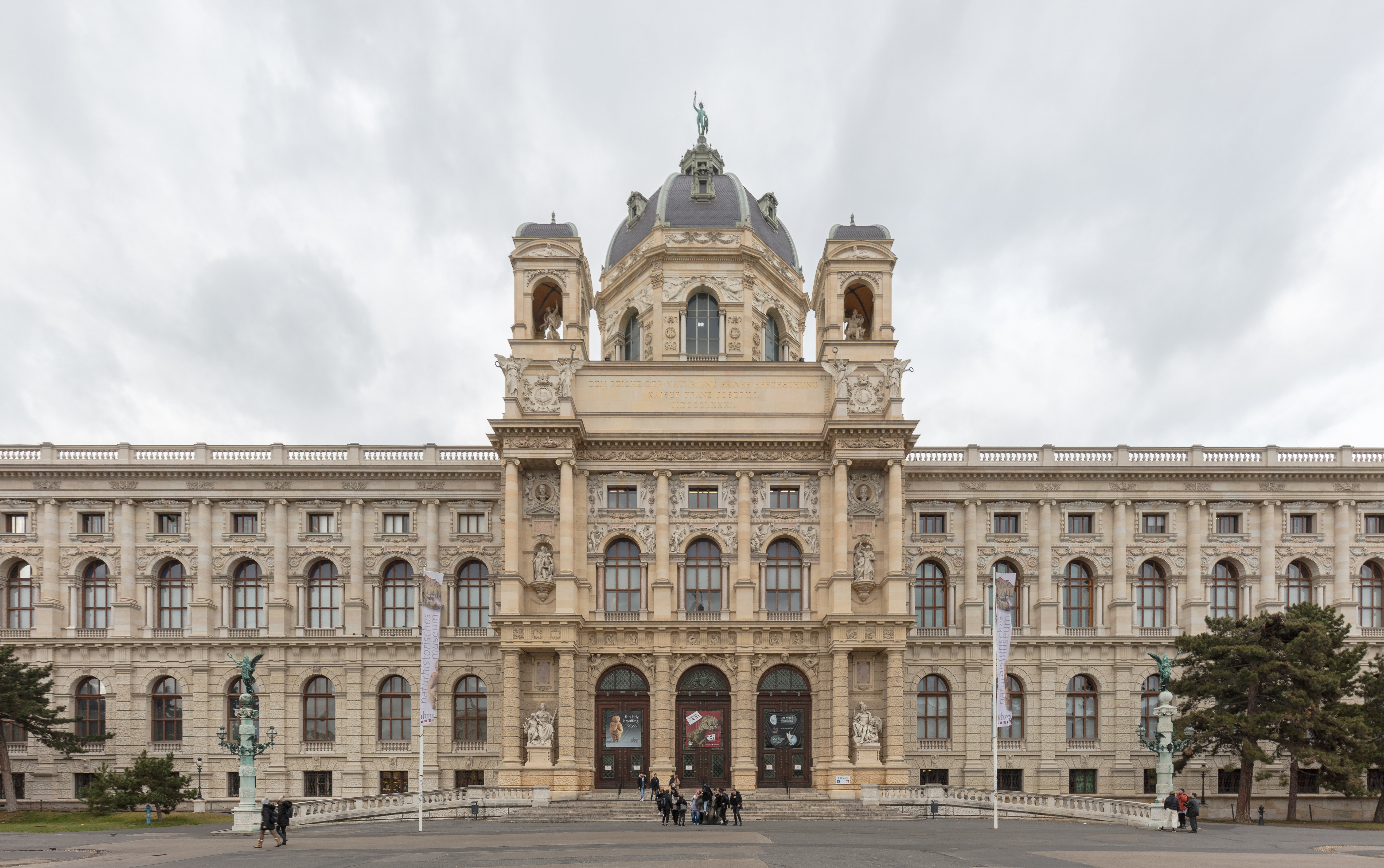
Fachada (vista de día).
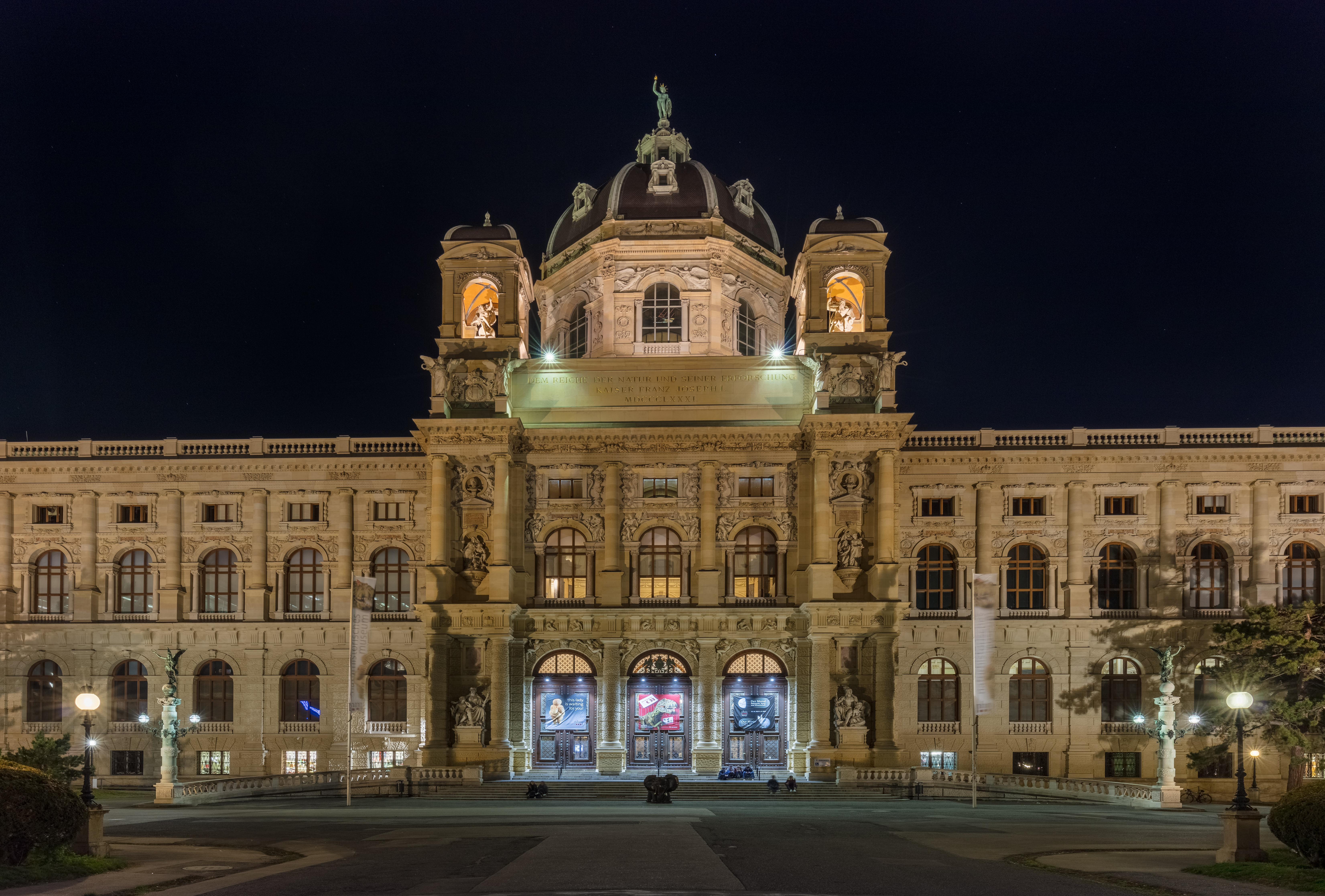
Fachada (vista nocturna).
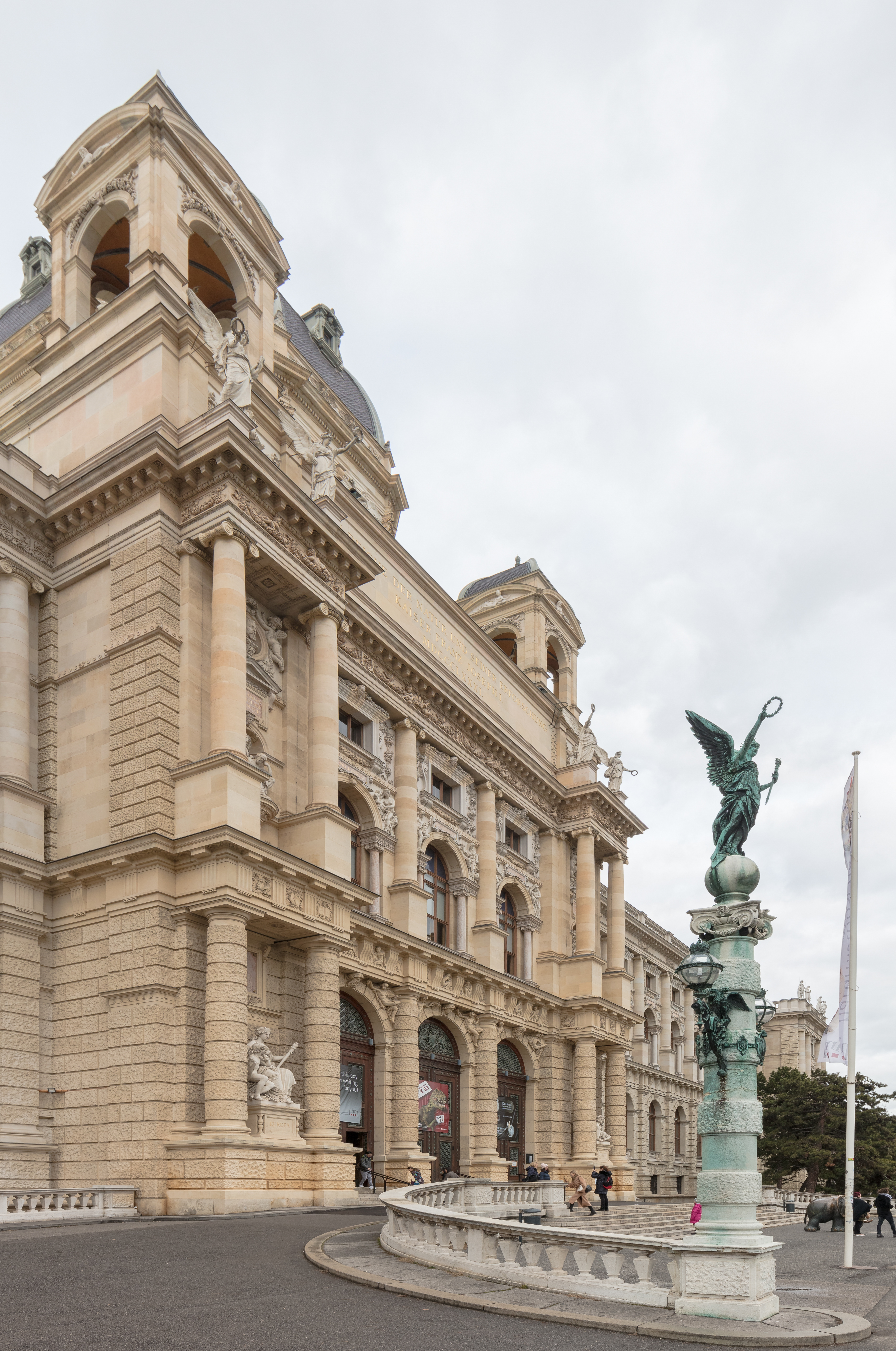
Entrada.
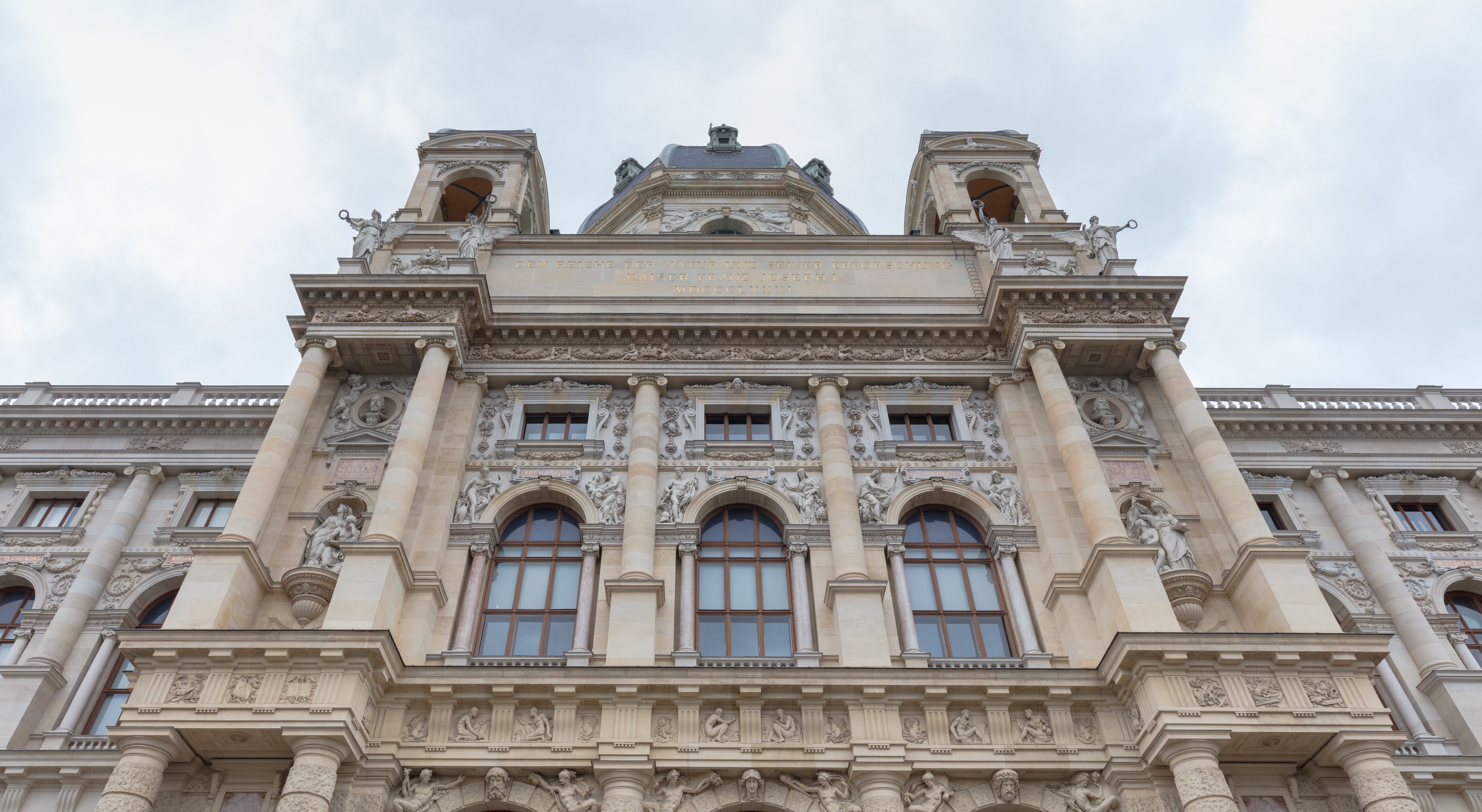
Vista desde la entrada.
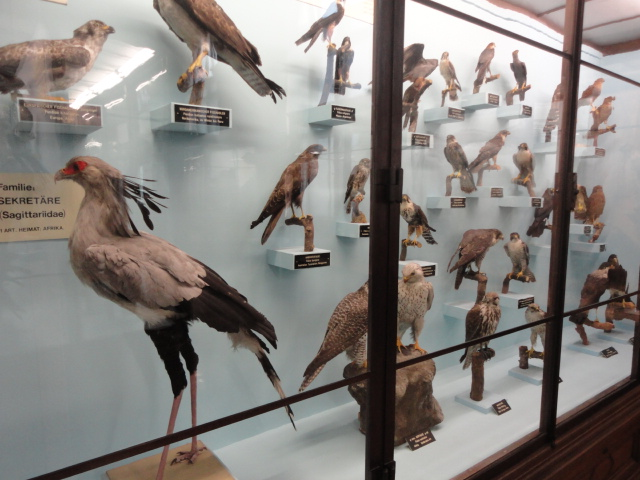
Muestra ornitológica (1 de 2)
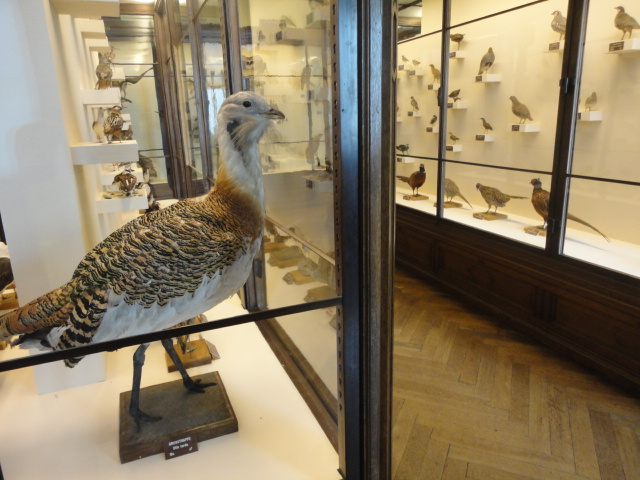
Muestra ornitológica (2 de 2)
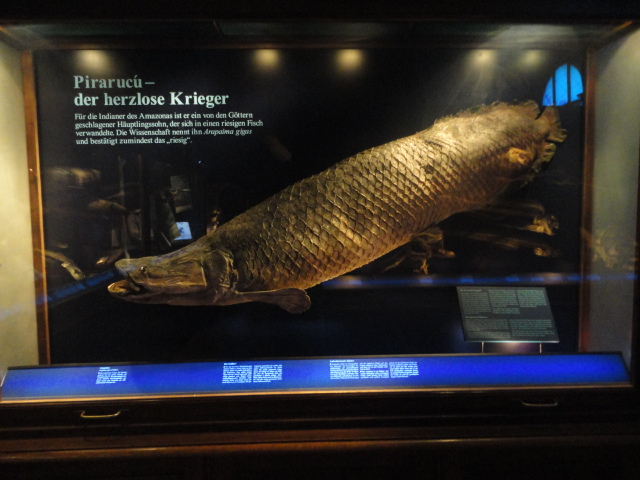
Un pirarucu (Arapaima) del río Amazonas, Brasil
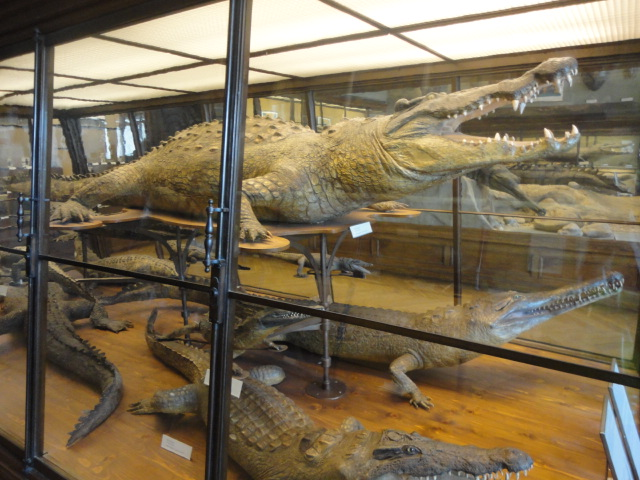
Muestra herpetológica mostrando cocodrilos disecados
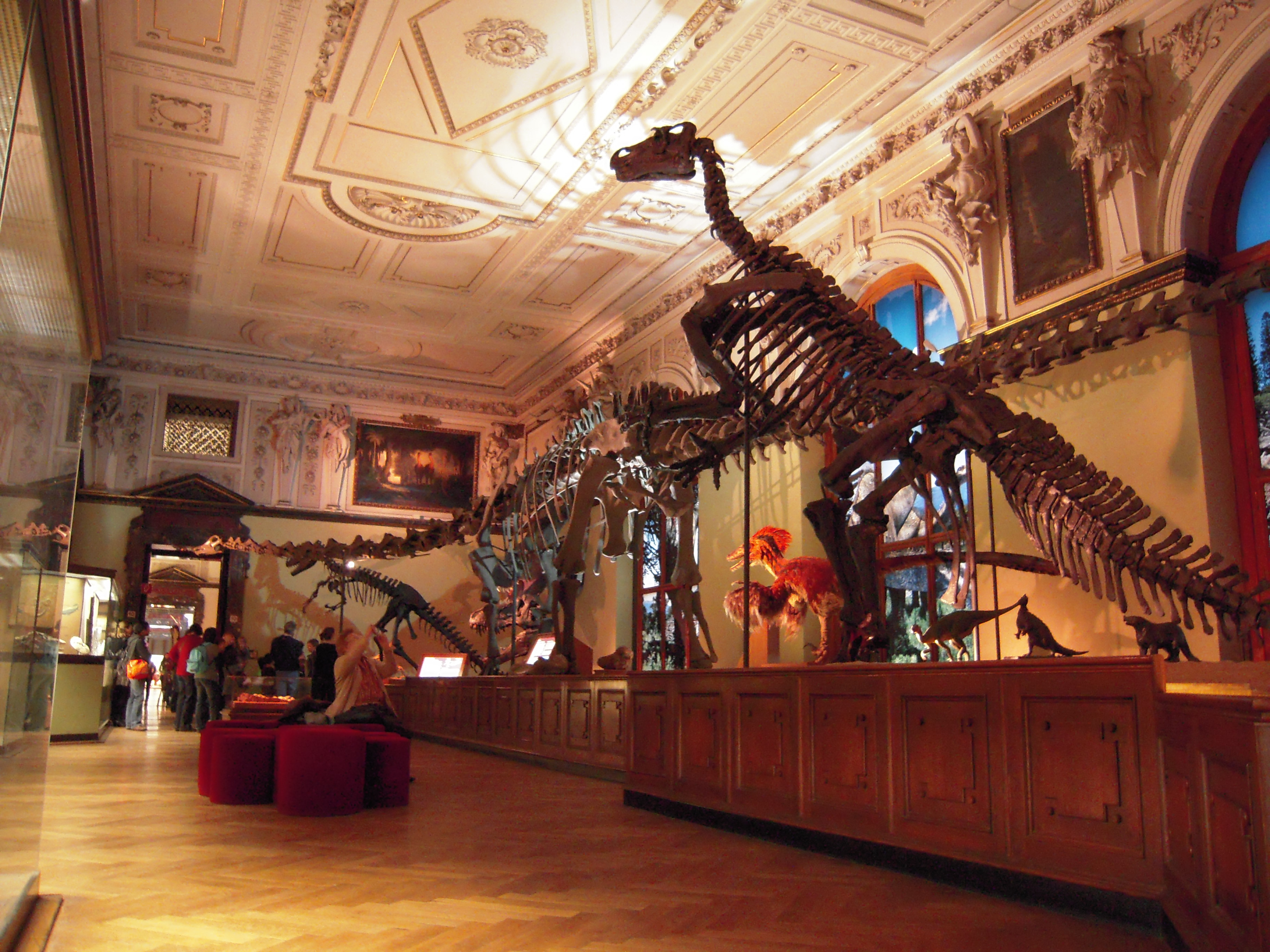
Una de las salas del museo.